# Oris (azienda)

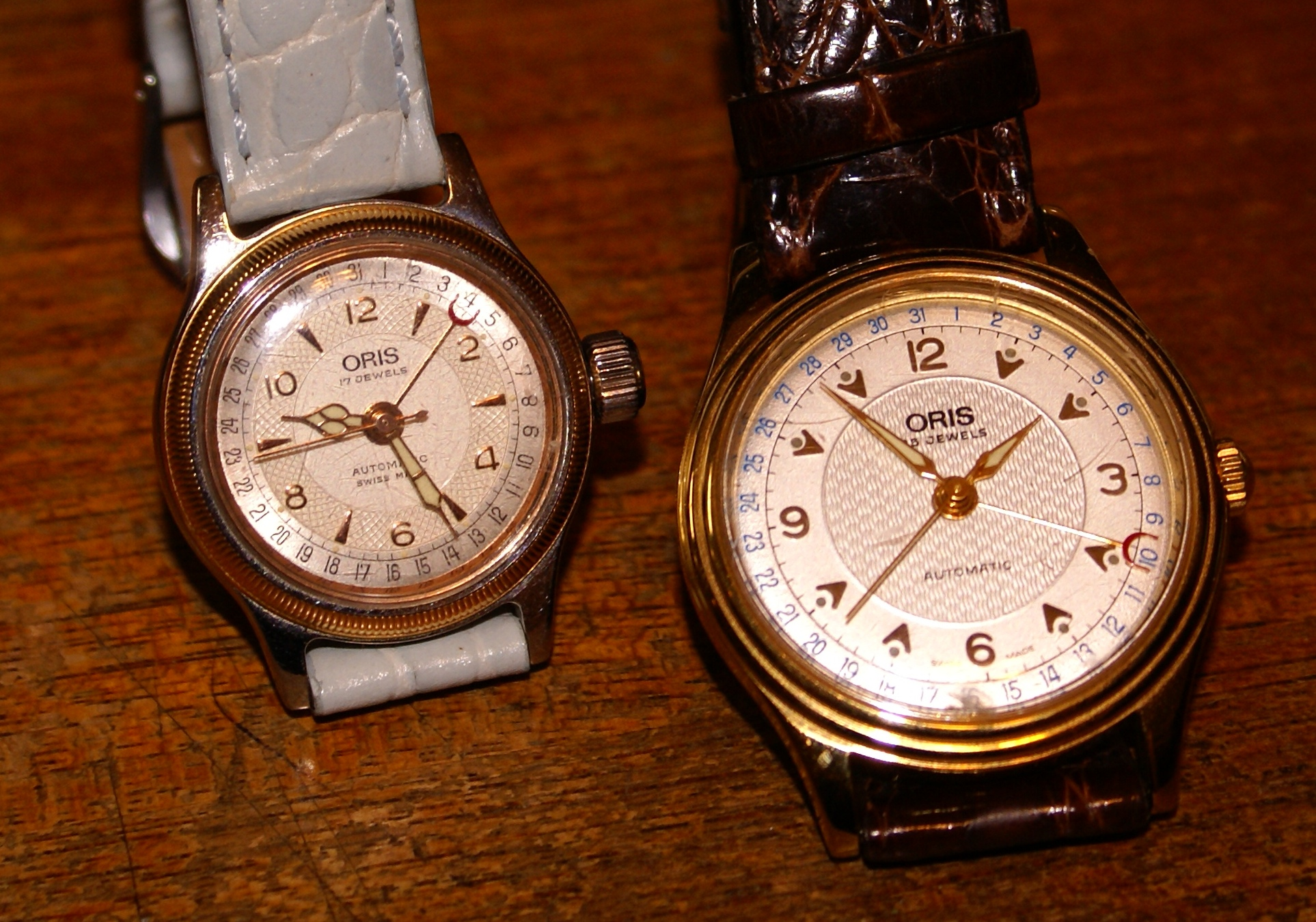
Due vecchi esemplari di orologi da polso automatici Oris

Oris è un'azienda svizzera produttrice di orologi da polso di lusso nota per la sua esclusività e per la sua specifica realizzazione di soli movimenti meccanici.

## Storia

### Dalla fondazione agli anni Cinquanta
Il primo stabilimento della Oris fu insediato a Hölstein nel 1904 da Paul Cattin e Georges Christian, mastri orologiai originari di Le Locle che rilevarono il vecchio stabilimento della Lohner & Co., dando lavoro a poco più di una ventina di lavoratori specializzati. 
A partire dal 1911, l’azienda si espanse rapidamente fino a contare oltre trecento dipendenti dislocati negli stabilimenti di Hölstein, Holderbank, Courgenay, Bienne e quello italiano di Como. Su volere dei titolari, vennero costruiti anche dei villaggi di case per le famiglie dei lavoratori nei pressi dei maggiori stabilimenti, divenendo uno dei più importanti datori di lavoro della Svizzera.
Nel 1925 la Oris realizzò il primo esemplare di orologio da polso nel nuovo stabilimento di Ziefen, complementare al vicino impianto di elettroplaccatura di Herbetswil.
Alla morte di George Christian nel 1927 prese posto nell’azienda il cognato Oscar Herzog, accanto al socio Paul Cattin, rimanendo al controllo per oltre quarant’anni. Negli anni Trenta viene presentato il pointer date, destinato a diventare un modello iconico per il marchio: si tratta di un segnatempo dedicato ai piloti con datario periferico, segnato da un'apposita lancetta puntatrice, grandi numeri arabi per facilitarne la lettura e una corona oversize facilmente azionabile dal pilota anche in presenza di guanti.
A seguito dell'introduzione della cosiddetta Normativa sugli Orologi promulgata dal Governo svizzero il 12 marzo 1934, una specifica legge promulgata per tutelare il settore, la Oris decise di investire nuove risorse per la progettazione di un nuovo calibro. Fino ad allora la Oris aveva utilizzato movimenti con scappamento "a caviglie", il cosiddetto "scappamento Roskopf", noti per essere meno precisi di quelli "a leva" utilizzati da alcuni concorrenti, che già adottavano questa tecnologia prima dell’approvazione della legge. Cattin, particolarmente attivo nel settore, era noto per aver registrato già diversi marchi orologieri a suo nome (come ad esempio Mortima) e in quasi tutti gli orologi utilizzava proprio lo scappamento a caviglie. Da allora la maison si distinse per la produzione di nuovi movimenti automatici propri ma durante il periodo bellico le esportazioni subirono un drastico calo a cui l'azienda rispose avviando una produzione di sveglie, alcune delle quali innovative poiché con un meccanismo a carica capace di durare una settimana intera. La produzione di movimenti con scappamento a caviglie cessò circa verso la fine degli anni Cinquanta.

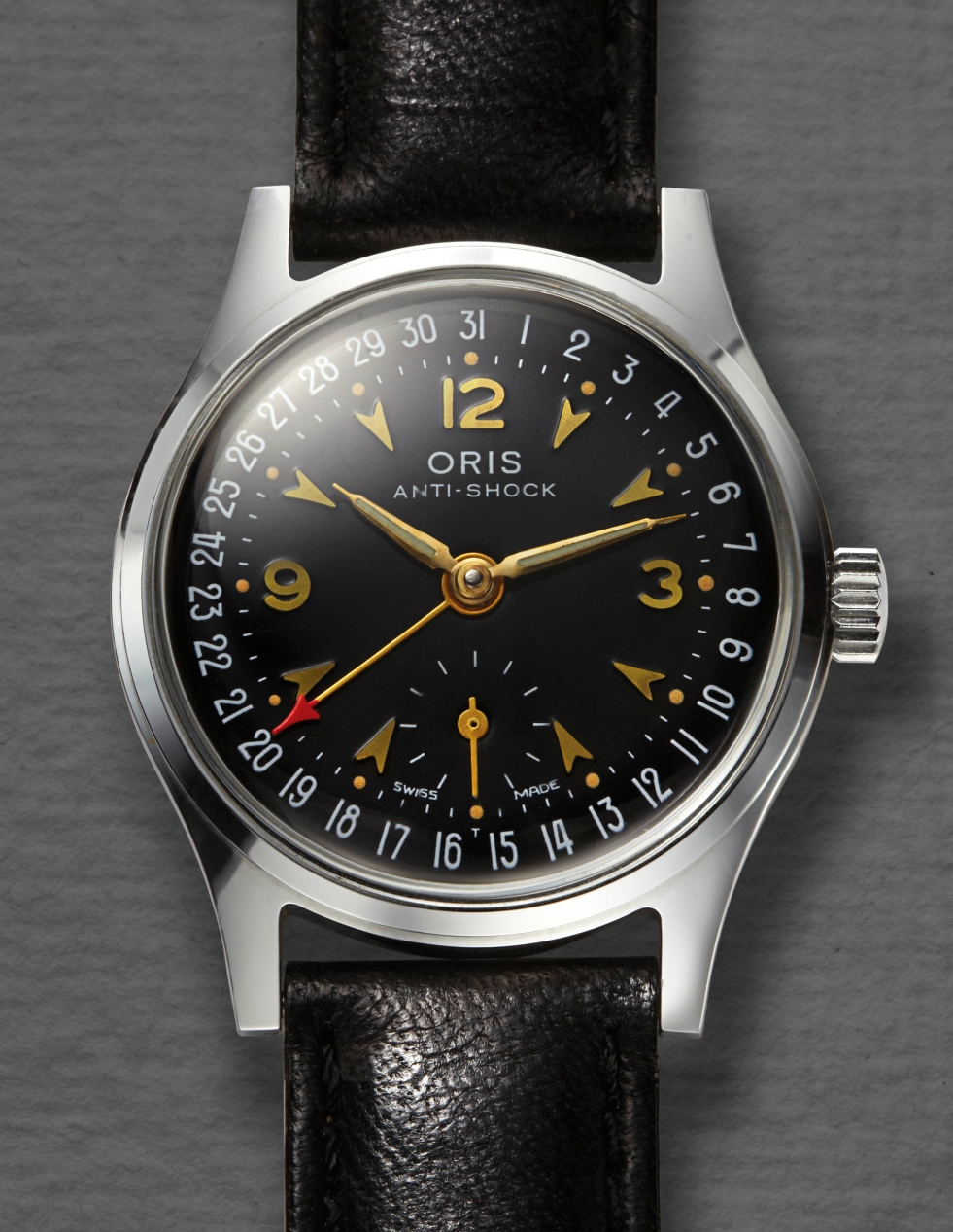
Oris Big Crown del 1938

### 1960-1980
Nel 1965 viene presentato il primo orologio subacqueo della casa, impermeabile fino a 100m/10 bar e con cassa da 36mm. 
Nel 1966 l’avvocato e futuro presidente della Maison, il Dr. Rolf Portmann riuscì nell’impresa di far abrogare la Normativa sugli Orologi che limitava di molto la produzione e lo sviluppo di nuovi movimenti. Così lo stesso anno viene prodotto il movimento 645, con 25 gioielli e scappamento a leva, montato su molti esemplari, mentre nel 1968 Oris ottenne la certificazione ufficiale dall'Osservatorio Neuchâtel per il nuovo movimento 652.
Il periodo di espansione durò fino agli anni settanta del Novecento, guadagnandosi una posizione di rilievo tra i primi dieci produttori di orologi della Svizzera, producendo 1,2 milioni di orologi ogni anno. 
A inizio anni Settanta Oris presenta il suo primo cronografo: il Chronoris, alimentato da un movimento Dubois-Depraz.
A seguito di un periodo di relativa crisi, Oris è entrata in ASUAG, si è dedicata prevalentemente alla realizzazione di orologi al quarzo ed è stata posizionata commercialmente in una fascia entry level. A metà anni Ottanta l'azienda cambia strategia, decide di abbandonare i movimenti al quarzo per dedicarsi alla sola realizzazione di calibri meccanici. A seguito di questa decisione, la Maison decide di far rivivere lo storico pointer date.

### 1990-2020

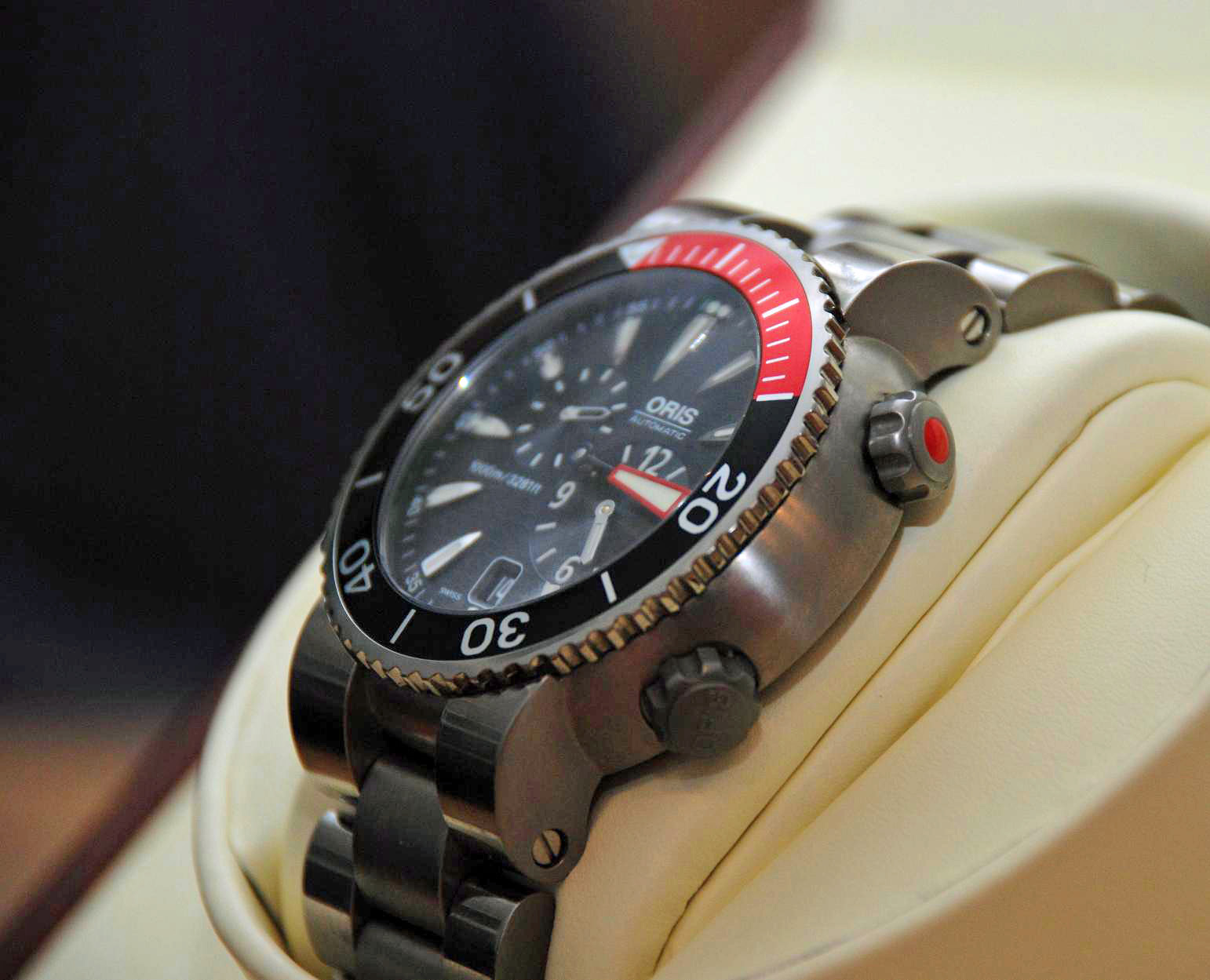
Un recente esemplare di cronografo automatico Oris

Nei primi anni novanta del Novecento le strategie aziendali imposero un rilancio della propria immagine e nel 1991 venne realizzato il più complesso movimento 581 con fasi lunari, giorno della settimana, la data e un secondo fuso orario.

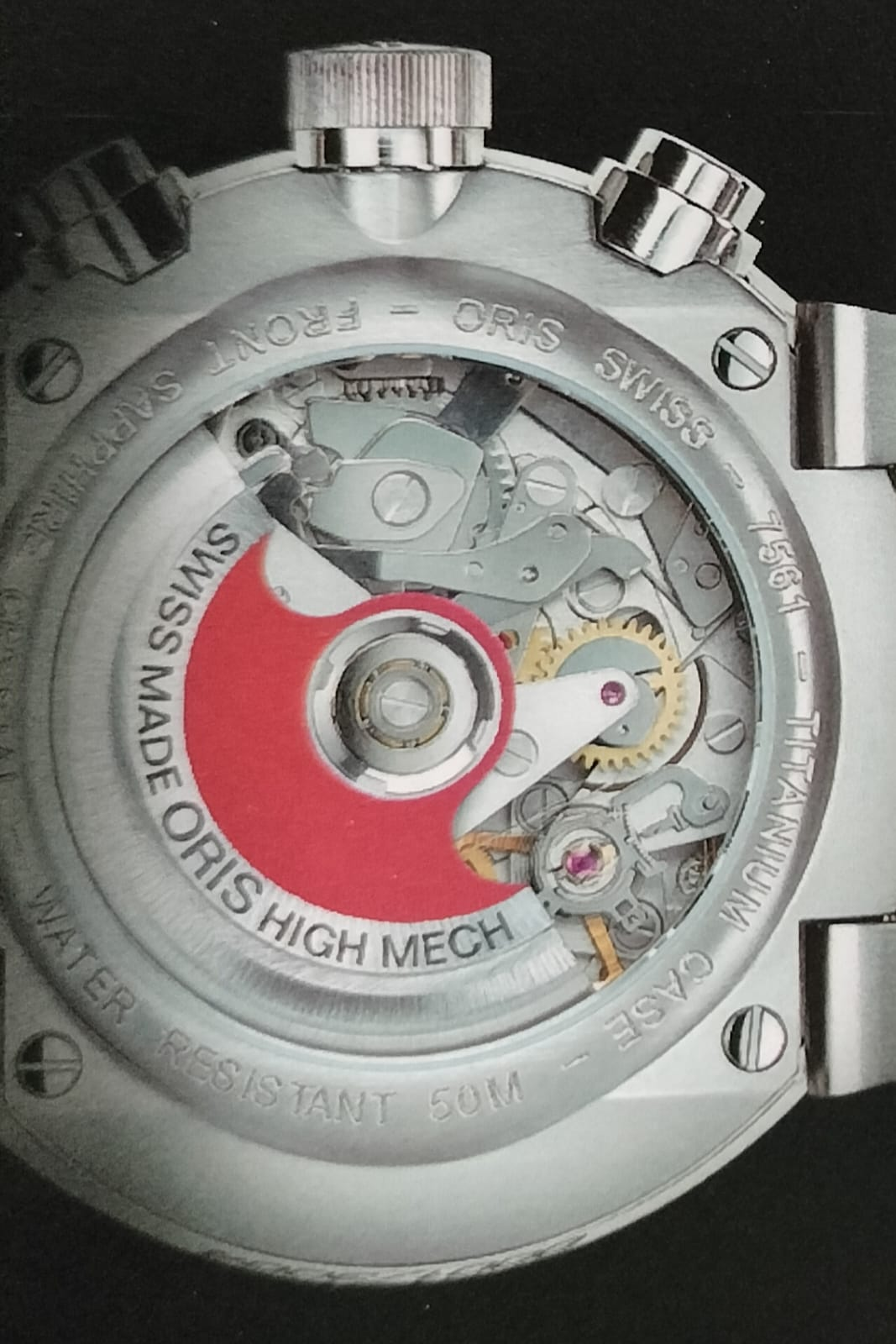
La massa oscillante rossa di Oris dal 2002 è diventata un marchio registrato

In seguito la Oris si impegnò ulteriormente nel proprio rilancio organizzando anche una serie di eventi tra cui l’Oris London Jazz Festival e, nel 1997, un orologio in edizione limitata per commemorare il trasferimento di sovranità su Hong Kong in favore della Cina. Il legame con il jazz viene testimoniato da numerose collezioni ispirate a grandi artisti, come Miles Davis, Frank Sinatra, Art Blakey e molti altri. Nel 2002 viene registrato il rotore rosso, che diventa così marchio registrato: aveva da sempre caratterizzato i movimenti automatici Oris. 

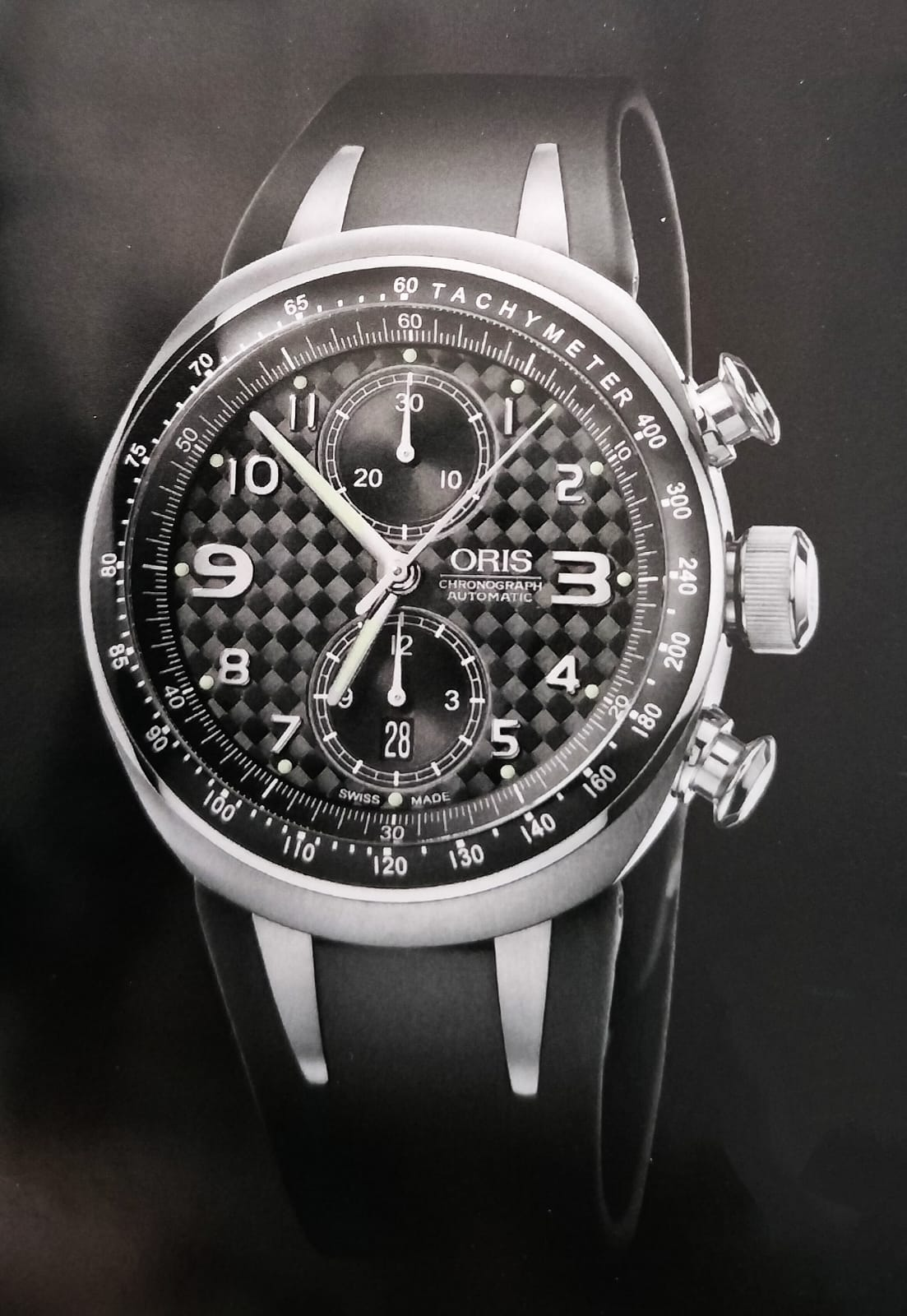
Oris Williams TT3

Nel 2003 Oris ha firmato un accordo per diventare l'unico fornitore di orologi al BMW Williams F1 Team, dalla cui partnership sono derivati numerosi orologi sportivi, cronografi e solotempo, mentre l’anno successivo la Oris ha prodotto un orologio in serie limitata per celebrare il centenario dell’azienda; il modello è stato realizzato in soli 1.904 esemplari numerati, evocando la stessa data di fondazione della maison. Nel 2009 Oris ha anche lanciato un orologio in edizione limitata per Bob Dylan. 
Nel 2011 Oris ha aperto la sua prima boutique monomarca a Kowloon, noto quartiere esclusivo di Hong Kong. L'azienda si è dimostrata anche attenta alla salvaguardia ambientale, collaborando per la ripopolazione della Grande barriera corallina. Negli ultimi anni Oris ha cercato di innovarsi proponendo segnatempo specifici, come un diver della collezione Aquis dotato di profondimetro, un altro con funzione di monitoraggio delle maree, e diversi segnatempo complicati dotati di calibro di manifattura con funzione di calendario settimanale e riserva di carica di otto o dieci giorni.
Nel 2020 è stato presentato un nuovo calibro di manifattura, chiamato Oris 400: si tratta di un meccanismo solotempo dotato di finestra data, riserva di carica di 5 giorni, altamente antimagnetico e con una manutenzione consigliata ogni 10 anni, montato su diversi modelli della casa. Al 2023 sono una decina i movimenti realizzati in-house dalla Maison di Hölstein.
Uno dei modelli più recenti e dal buon successo è il Propilot X, con cassa e bracciale in titanio e movimento proprietario.
In occasione del Watches and Wonders 2023 Oris presenta l'unico orologio al mondo che unisce un altimetro meccanico ad un movimento meccanico a carica automatica, il Propilot Altimeter, viene rilasciata anche una versione speciale del Propilot X dedicata a Kermit la rana del Muppet Show.
Nello stesso anno viene rilasciato anche l'orologio prodotto dalla Maison con l'impermeabilità più elevata di sempre, l'Aquis Pro 4000 resistente come desumibile dal nome fino a 4000m e dotato di un esclusivo sistema di regolazione della ghiera dei tempi d'immersione, ad animare il segnatempo è il già citato calibre 400.